# Tirreno-Adriático 2020
La 55.ª edición de la competición ciclista Tirreno-Adriático fue una carrera de ciclismo en ruta por etapas que se celebró entre el 7 y el 14 de septiembre de 2020 en Italia entre el municipio de Lido di Camaiore y San Benedetto del Tronto.
La carrera formó parte del UCI WorldTour 2020, calendario ciclístico de máximo nivel mundial, donde fue la decimotercera prueba de dicho circuito y fue ganada por el británico Adam Yates del Mitchelton-Scott. Completaron el podio, como segundo y tercer clasificado respectivamente, el también británico Geraint Thomas del INEOS Grenadiers y el polaco Rafał Majka del Bora-Hansgrohe.
Prevista para celebrarse entre el 11 y el 17 de marzo, debido a la pandemia de COVID-19, donde Italia había confirmado más de 5000 casos de la enfermedad en su territorio, la carrera fue suspendida.

## Equipos participantes
Tomaron parte en la carrera 25 equipos: los 19 de categoría UCI WorldTeam y 6 de categoría UCI ProTeam. Formaron así un pelotón de 175 ciclistas de los que acabaron 152. Los equipos participantes fueron:
| WorldTeams (19)- AG2R La Mondiale - Astana - Bahrain McLaren - Bora-Hansgrohe - CCC Team - Cofidis - Deceuninck-Quick Step - EF Pro Cycling - Groupama-FDJ - Israel Start-Up Nation - Lotto Soudal - Mitchelton-Scott - Movistar Team - NTT Pro Cycling - Ineos Grenadiers - Jumbo-Visma - Team Sunweb - Trek-Segafredo - UAE Team Emirates ProTeams (6)- Total Direct Énergie - Androni Giocattoli-Sidermec - Bardiani CSF Faizanè - Gazprom-RusVelo - Alpecin-Fenix - Vini Zabù-KTM |
| |

## Recorrido
La Tirreno-Adriático dispuso de ocho etapas divididas en tres etapas llanas, dos de media montaña, dos etapas de montaña, y una contrarreloj individual para un recorrido total de 1309,05 kilómetros.
| Etapa     | Fecha     | Recorrido                                           | type                    | Distancia (km) | Ganador              | Líder            |
| --------- | --------- | --------------------------------------------------- | ----------------------- | -------------- | -------------------- | ---------------- |
| 1.ª etapa | 7 de sep  | Lido di Camaiore – Lido di Camaiore                 | etapa llana             | 134            | Pascal Ackermann     | Pascal Ackermann |
| 2.ª etapa | 8 de sep  | Camaiore – Follonica                                | etapa llana             | 198            | Pascal Ackermann     | Pascal Ackermann |
| 3.ª etapa | 9 de sep  | Follonica – Saturnia                                | etapa de media montaña  | 217            | Michael Woods        | Michael Woods    |
| 4.ª etapa | 10 de sep | Terni – Cascia                                      | etapa de montaña        | 194            | Lucas Hamilton       | Michael Woods    |
| 5.ª etapa | 11 de sep | Norcia – Sassotetto                                 | etapa de montaña        | 202            | Simon Yates          | Simon Yates      |
| 6.ª etapa | 12 de sep | Castelfidardo – Senigallia                          | etapa llana             | 171            | Tim Merlier          | Simon Yates      |
| 7.ª etapa | 13 de sep | Pieve Torina – Loreto                               | etapa escarpada         | 181            | Mathieu van der Poel | Simon Yates      |
| 8.ª etapa | 14 de sep | San Benedetto del Tronto – San Benedetto del Tronto | contrarreloj individual | 10,1           | Filippo Ganna        | Simon Yates      |

## Desarrollo de la carrera

### 1.ª etapa
| Lido di Camaiore - Lido di Camaiore | etapa llana | (134 km) |

| \| Clasificación de la etapa \| Clasificación de la etapa \| Clasificación de la etapa \| Clasificación de la etapa \| Clasificación de la etapa \| \| Ciclista \| Ciclista \| Equipo \| Tiempo \| \| \| ------------------------- \| ------------------------- \| ------------------------- \| ------------------------- \| ------------------------- \| \| 1.º \| Pascal Ackermann \| Bora-Hansgrohe \| 2 h 57 min 55 s \| \| \| 2.º \| Fernando Gaviria \| UAE Team Emirates \| + 0 s \| \| \| 3.º \| Magnus Cort \| EF Pro Cycling \| + 0 s \| \| \| 4.º \| Szymon Sajnok \| CCC Team \| + 0 s \| \| \| 5.º \| Davide Cimolai \| Israel Start-Up Nation \| + 0 s \| \| \| 6.º \| Andrea Vendrame \| AG2R La Mondiale \| + 0 s \| \| \| 7.º \| Jonas Rickaert \| Alpecin-Fenix \| + 0 s \| \| \| 8.º \| Romain Seigle \| Groupama-FDJ \| + 0 s \| \| \| 9.º \| Piet Allegaert \| Cofidis \| + 0 s \| \| \| 10.º \| Pascal Eenkhoorn \| Jumbo-Visma \| + 0 s \| \| |                  |                        |                 |
| |                  |                        |                 |
| Fuente: ProCyclingStats |                  |                        |                 |
| Clasificación de la etapa |                  |                        |                 |
| Ciclista | Ciclista         | Equipo                 | Tiempo          |
| 1.º | Pascal Ackermann | Bora-Hansgrohe         | 2 h 57 min 55 s |
| 2.º | Fernando Gaviria | UAE Team Emirates      | + 0 s           |
| 3.º | Magnus Cort      | EF Pro Cycling         | + 0 s           |
| 4.º | Szymon Sajnok    | CCC Team               | + 0 s           |
| 5.º | Davide Cimolai   | Israel Start-Up Nation | + 0 s           |
| 6.º | Andrea Vendrame  | AG2R La Mondiale       | + 0 s           |
| 7.º | Jonas Rickaert   | Alpecin-Fenix          | + 0 s           |
| 8.º | Romain Seigle    | Groupama-FDJ           | + 0 s           |
| 9.º | Piet Allegaert   | Cofidis                | + 0 s           |
| 10.º | Pascal Eenkhoorn | Jumbo-Visma            | + 0 s           |

| \| Clasificación general \| Clasificación general \| Clasificación general \| Clasificación general \| Clasificación general \| \| Ciclista \| Ciclista \| Equipo \| Tiempo \| \| \| --------------------- \| --------------------- \| --------------------------- \| --------------------- \| --------------------- \| \| 1.º \| Pascal Ackermann \| Bora-Hansgrohe \| 2 h 57 min 45 s \| \| \| 2.º \| Fernando Gaviria \| UAE Team Emirates \| + 4 s \| \| \| 3.º \| Magnus Cort \| EF Pro Cycling \| + 6 s \| \| \| 4.º \| Paul Martens \| Jumbo-Visma \| + 7 s \| \| \| 5.º \| Simon Pellaud \| Androni Giocattoli-Sidermec \| + 8 s \| \| \| 6.º \| Michael Matthews \| Team Sunweb \| + 9 s \| \| \| 7.º \| Szymon Sajnok \| CCC Team \| + 10 s \| \| \| 8.º \| Davide Cimolai \| Israel Start-Up Nation \| + 10 s \| \| \| 9.º \| Andrea Vendrame \| AG2R La Mondiale \| + 10 s \| \| \| 10.º \| Jonas Rickaert \| Alpecin-Fenix \| + 10 s \| \| |                  |                             |                 |
| |                  |                             |                 |
| Fuente: ProCyclingStats |                  |                             |                 |
| Clasificación general |                  |                             |                 |
| Ciclista | Ciclista         | Equipo                      | Tiempo          |
| 1.º | Pascal Ackermann | Bora-Hansgrohe              | 2 h 57 min 45 s |
| 2.º | Fernando Gaviria | UAE Team Emirates           | + 4 s           |
| 3.º | Magnus Cort      | EF Pro Cycling              | + 6 s           |
| 4.º | Paul Martens     | Jumbo-Visma                 | + 7 s           |
| 5.º | Simon Pellaud    | Androni Giocattoli-Sidermec | + 8 s           |
| 6.º | Michael Matthews | Team Sunweb                 | + 9 s           |
| 7.º | Szymon Sajnok    | CCC Team                    | + 10 s          |
| 8.º | Davide Cimolai   | Israel Start-Up Nation      | + 10 s          |
| 9.º | Andrea Vendrame  | AG2R La Mondiale            | + 10 s          |
| 10.º | Jonas Rickaert   | Alpecin-Fenix               | + 10 s          |

### 2.ª etapa
| Camaiore - Follonica | etapa llana | (198 km) |

| \| Clasificación de la etapa \| Clasificación de la etapa \| Clasificación de la etapa \| Clasificación de la etapa \| Clasificación de la etapa \| \| Ciclista \| Ciclista \| Equipo \| Tiempo \| \| \| ------------------------- \| ------------------------- \| --------------------------- \| ------------------------- \| ------------------------- \| \| 1.º \| Pascal Ackermann \| Bora-Hansgrohe \| 5 h 01 min 53 s \| \| \| 2.º \| Fernando Gaviria \| UAE Team Emirates \| + 0 s \| \| \| 3.º \| Rick Zabel \| Israel Start-Up Nation \| + 0 s \| \| \| 4.º \| Davide Ballerini \| Deceuninck-Quick Step \| + 0 s \| \| \| 5.º \| Tim Merlier \| Alpecin-Fenix \| + 0 s \| \| \| 6.º \| Davide Cimolai \| Israel Start-Up Nation \| + 0 s \| \| \| 7.º \| Lorrenzo Manzin \| Total Direct Énergie \| + 0 s \| \| \| 8.º \| Luca Pacioni \| Androni Giocattoli-Sidermec \| + 0 s \| \| \| 9.º \| Florian Vermeersch \| Lotto-Soudal \| + 0 s \| \| \| 10.º \| Mike Teunissen \| Jumbo-Visma \| + 0 s \| \| |                    |                             |                 |
| |                    |                             |                 |
| Fuente: ProCyclingStats |                    |                             |                 |
| Clasificación de la etapa |                    |                             |                 |
| Ciclista | Ciclista           | Equipo                      | Tiempo          |
| 1.º | Pascal Ackermann   | Bora-Hansgrohe              | 5 h 01 min 53 s |
| 2.º | Fernando Gaviria   | UAE Team Emirates           | + 0 s           |
| 3.º | Rick Zabel         | Israel Start-Up Nation      | + 0 s           |
| 4.º | Davide Ballerini   | Deceuninck-Quick Step       | + 0 s           |
| 5.º | Tim Merlier        | Alpecin-Fenix               | + 0 s           |
| 6.º | Davide Cimolai     | Israel Start-Up Nation      | + 0 s           |
| 7.º | Lorrenzo Manzin    | Total Direct Énergie        | + 0 s           |
| 8.º | Luca Pacioni       | Androni Giocattoli-Sidermec | + 0 s           |
| 9.º | Florian Vermeersch | Lotto-Soudal                | + 0 s           |
| 10.º | Mike Teunissen     | Jumbo-Visma                 | + 0 s           |

| \| Clasificación general \| Clasificación general \| Clasificación general \| Clasificación general \| Clasificación general \| \| Ciclista \| Ciclista \| Equipo \| Tiempo \| \| \| --------------------- \| --------------------- \| --------------------------- \| --------------------- \| --------------------- \| \| 1.º \| Pascal Ackermann \| Bora-Hansgrohe \| 7 h 59 min 28 s \| \| \| 2.º \| Fernando Gaviria \| UAE Team Emirates \| + 8 s \| \| \| 3.º \| Magnus Cort \| EF Pro Cycling \| + 16 s \| \| \| 4.º \| Rick Zabel \| Israel Start-Up Nation \| + 16 s \| \| \| 5.º \| Nicola Bagioli \| Androni Giocattoli-Sidermec \| + 17 s \| \| \| 6.º \| Paul Martens \| Jumbo-Visma \| + 17 s \| \| \| 7.º \| Simon Pellaud \| Androni Giocattoli-Sidermec \| + 18 s \| \| \| 8.º \| Michael Matthews \| Team Sunweb \| + 19 s \| \| \| 9.º \| Davide Cimolai \| Israel Start-Up Nation \| + 20 s \| \| \| 10.º \| Lorrenzo Manzin \| Total Direct Énergie \| + 20 s \| \| |                  |                             |                 |
| |                  |                             |                 |
| Fuente: ProCyclingStats |                  |                             |                 |
| Clasificación general |                  |                             |                 |
| Ciclista | Ciclista         | Equipo                      | Tiempo          |
| 1.º | Pascal Ackermann | Bora-Hansgrohe              | 7 h 59 min 28 s |
| 2.º | Fernando Gaviria | UAE Team Emirates           | + 8 s           |
| 3.º | Magnus Cort      | EF Pro Cycling              | + 16 s          |
| 4.º | Rick Zabel       | Israel Start-Up Nation      | + 16 s          |
| 5.º | Nicola Bagioli   | Androni Giocattoli-Sidermec | + 17 s          |
| 6.º | Paul Martens     | Jumbo-Visma                 | + 17 s          |
| 7.º | Simon Pellaud    | Androni Giocattoli-Sidermec | + 18 s          |
| 8.º | Michael Matthews | Team Sunweb                 | + 19 s          |
| 9.º | Davide Cimolai   | Israel Start-Up Nation      | + 20 s          |
| 10.º | Lorrenzo Manzin  | Total Direct Énergie        | + 20 s          |

### 3.ª etapa
| Follonica - Saturnia | etapa de media montaña | (217 km) |

| \| Clasificación de la etapa \| Clasificación de la etapa \| Clasificación de la etapa \| Clasificación de la etapa \| Clasificación de la etapa \| \| Ciclista \| Ciclista \| Equipo \| Tiempo \| \| \| ------------------------- \| ------------------------- \| ------------------------- \| ------------------------- \| ------------------------- \| \| 1.º \| Michael Woods \| EF Pro Cycling \| 5 h 19 min 46 s \| \| \| 2.º \| Rafał Majka \| Bora-Hansgrohe \| + 1 s \| \| \| 3.º \| Wilco Kelderman \| Team Sunweb \| + 20 s \| \| \| 4.º \| Patrick Konrad \| Bora-Hansgrohe \| + 20 s \| \| \| 5.º \| Aleksandr Vlásov \| Astana \| + 20 s \| \| \| 6.º \| Sergio Luis Henao \| UAE Team Emirates \| + 20 s \| \| \| 7.º \| Tanel Kangert \| EF Pro Cycling \| + 20 s \| \| \| 8.º \| Fausto Masnada \| Deceuninck-Quick Step \| + 20 s \| \| \| 9.º \| Jakob Fuglsang \| Astana \| + 20 s \| \| \| 10.º \| Geraint Thomas \| Ineos Grenadiers \| + 20 s \| \| |                   |                       |                 |
| |                   |                       |                 |
| Fuente: ProCyclingStats |                   |                       |                 |
| Clasificación de la etapa |                   |                       |                 |
| Ciclista | Ciclista          | Equipo                | Tiempo          |
| 1.º | Michael Woods     | EF Pro Cycling        | 5 h 19 min 46 s |
| 2.º | Rafał Majka       | Bora-Hansgrohe        | + 1 s           |
| 3.º | Wilco Kelderman   | Team Sunweb           | + 20 s          |
| 4.º | Patrick Konrad    | Bora-Hansgrohe        | + 20 s          |
| 5.º | Aleksandr Vlásov  | Astana                | + 20 s          |
| 6.º | Sergio Luis Henao | UAE Team Emirates     | + 20 s          |
| 7.º | Tanel Kangert     | EF Pro Cycling        | + 20 s          |
| 8.º | Fausto Masnada    | Deceuninck-Quick Step | + 20 s          |
| 9.º | Jakob Fuglsang    | Astana                | + 20 s          |
| 10.º | Geraint Thomas    | Ineos Grenadiers      | + 20 s          |

| \| Clasificación general \| Clasificación general \| Clasificación general \| Clasificación general \| Clasificación general \| \| Ciclista \| Ciclista \| Equipo \| Tiempo \| \| \| --------------------- \| --------------------- \| --------------------- \| --------------------- \| --------------------- \| \| 1.º \| Michael Woods \| EF Pro Cycling \| 13 h 19 min 24 s \| \| \| 2.º \| Rafał Majka \| Bora-Hansgrohe \| + 5 s \| \| \| 3.º \| Wilco Kelderman \| Team Sunweb \| + 26 s \| \| \| 4.º \| Geraint Thomas \| Ineos Grenadiers \| + 30 s \| \| \| 5.º \| Patrick Konrad \| Bora-Hansgrohe \| + 30 s \| \| \| 6.º \| Sergio Luis Henao \| UAE Team Emirates \| + 30 s \| \| \| 7.º \| Fausto Masnada \| Deceuninck-Quick Step \| + 30 s \| \| \| 8.º \| Tanel Kangert \| EF Pro Cycling \| + 30 s \| \| \| 9.º \| Simon Yates \| Mitchelton-Scott \| + 30 s \| \| \| 10.º \| Aleksandr Vlásov \| Astana \| + 30 s \| \| |                   |                       |                  |
| |                   |                       |                  |
| Fuente: ProCyclingStats |                   |                       |                  |
| Clasificación general |                   |                       |                  |
| Ciclista | Ciclista          | Equipo                | Tiempo           |
| 1.º | Michael Woods     | EF Pro Cycling        | 13 h 19 min 24 s |
| 2.º | Rafał Majka       | Bora-Hansgrohe        | + 5 s            |
| 3.º | Wilco Kelderman   | Team Sunweb           | + 26 s           |
| 4.º | Geraint Thomas    | Ineos Grenadiers      | + 30 s           |
| 5.º | Patrick Konrad    | Bora-Hansgrohe        | + 30 s           |
| 6.º | Sergio Luis Henao | UAE Team Emirates     | + 30 s           |
| 7.º | Fausto Masnada    | Deceuninck-Quick Step | + 30 s           |
| 8.º | Tanel Kangert     | EF Pro Cycling        | + 30 s           |
| 9.º | Simon Yates       | Mitchelton-Scott      | + 30 s           |
| 10.º | Aleksandr Vlásov  | Astana                | + 30 s           |

### 4.ª etapa
| Terni - Cascia | etapa de montaña | (194 km) |

| \| Clasificación de la etapa \| Clasificación de la etapa \| Clasificación de la etapa \| Clasificación de la etapa \| Clasificación de la etapa \| \| Ciclista \| Ciclista \| Equipo \| Tiempo \| \| \| ------------------------- \| ------------------------- \| ------------------------- \| ------------------------- \| ------------------------- \| \| 1.º \| Lucas Hamilton \| Mitchelton-Scott \| 4 h 46 min 22 s \| \| \| 2.º \| Fausto Masnada \| Deceuninck-Quick Step \| + 0 s \| \| \| 3.º \| Michael Woods \| EF Pro Cycling \| + 10 s \| \| \| 4.º \| Aleksandr Vlásov \| Astana \| + 10 s \| \| \| 5.º \| Geraint Thomas \| Ineos Grenadiers \| + 10 s \| \| \| 6.º \| Wilco Kelderman \| Team Sunweb \| + 10 s \| \| \| 7.º \| Jack Haig \| Mitchelton-Scott \| + 10 s \| \| \| 8.º \| Rafał Majka \| Bora-Hansgrohe \| + 10 s \| \| \| 9.º \| James Knox \| Deceuninck-Quick Step \| + 10 s \| \| \| 10.º \| Simon Yates \| Mitchelton-Scott \| + 10 s \| \| |                  |                       |                 |
| |                  |                       |                 |
| Fuente: ProCyclingStats |                  |                       |                 |
| Clasificación de la etapa |                  |                       |                 |
| Ciclista | Ciclista         | Equipo                | Tiempo          |
| 1.º | Lucas Hamilton   | Mitchelton-Scott      | 4 h 46 min 22 s |
| 2.º | Fausto Masnada   | Deceuninck-Quick Step | + 0 s           |
| 3.º | Michael Woods    | EF Pro Cycling        | + 10 s          |
| 4.º | Aleksandr Vlásov | Astana                | + 10 s          |
| 5.º | Geraint Thomas   | Ineos Grenadiers      | + 10 s          |
| 6.º | Wilco Kelderman  | Team Sunweb           | + 10 s          |
| 7.º | Jack Haig        | Mitchelton-Scott      | + 10 s          |
| 8.º | Rafał Majka      | Bora-Hansgrohe        | + 10 s          |
| 9.º | James Knox       | Deceuninck-Quick Step | + 10 s          |
| 10.º | Simon Yates      | Mitchelton-Scott      | + 10 s          |

| \| Clasificación general \| Clasificación general \| Clasificación general \| Clasificación general \| Clasificación general \| \| Ciclista \| Ciclista \| Equipo \| Tiempo \| \| \| --------------------- \| --------------------- \| --------------------- \| --------------------- \| --------------------- \| \| 1.º \| Michael Woods \| EF Pro Cycling \| 18 h 05 min 52 s \| \| \| 2.º \| Rafał Majka \| Bora-Hansgrohe \| + 9 s \| \| \| 3.º \| Fausto Masnada \| Deceuninck-Quick Step \| + 18 s \| \| \| 4.º \| Lucas Hamilton \| Mitchelton-Scott \| + 27 s \| \| \| 5.º \| Wilco Kelderman \| Team Sunweb \| + 30 s \| \| \| 6.º \| Geraint Thomas \| Ineos Grenadiers \| + 34 s \| \| \| 7.º \| Simon Yates \| Mitchelton-Scott \| + 34 s \| \| \| 8.º \| Aleksandr Vlásov \| Astana \| + 34 s \| \| \| 9.º \| Jack Haig \| Mitchelton-Scott \| + 47 s \| \| \| 10.º \| James Knox \| Deceuninck-Quick Step \| + 47 s \| \| |                  |                       |                  |
| |                  |                       |                  |
| Fuente: ProCyclingStats |                  |                       |                  |
| Clasificación general |                  |                       |                  |
| Ciclista | Ciclista         | Equipo                | Tiempo           |
| 1.º | Michael Woods    | EF Pro Cycling        | 18 h 05 min 52 s |
| 2.º | Rafał Majka      | Bora-Hansgrohe        | + 9 s            |
| 3.º | Fausto Masnada   | Deceuninck-Quick Step | + 18 s           |
| 4.º | Lucas Hamilton   | Mitchelton-Scott      | + 27 s           |
| 5.º | Wilco Kelderman  | Team Sunweb           | + 30 s           |
| 6.º | Geraint Thomas   | Ineos Grenadiers      | + 34 s           |
| 7.º | Simon Yates      | Mitchelton-Scott      | + 34 s           |
| 8.º | Aleksandr Vlásov | Astana                | + 34 s           |
| 9.º | Jack Haig        | Mitchelton-Scott      | + 47 s           |
| 10.º | James Knox       | Deceuninck-Quick Step | + 47 s           |

### 5.ª etapa
| Norcia - Sassotetto | etapa de montaña | (202 km) |

| \| Clasificación de la etapa \| Clasificación de la etapa \| Clasificación de la etapa \| Clasificación de la etapa \| Clasificación de la etapa \| \| Ciclista \| Ciclista \| Equipo \| Tiempo \| \| \| ------------------------- \| ------------------------- \| ------------------------- \| ------------------------- \| ------------------------- \| \| 1.º \| Simon Yates \| Mitchelton-Scott \| 5 h 30 min 43 s \| \| \| 2.º \| Geraint Thomas \| Ineos Grenadiers \| + 35 s \| \| \| 3.º \| Rafał Majka \| Bora-Hansgrohe \| + 35 s \| \| \| 4.º \| Aleksandr Vlásov \| Astana \| + 39 s \| \| \| 5.º \| Wilco Kelderman \| Team Sunweb \| + 54 s \| \| \| 6.º \| James Knox \| Deceuninck-Quick Step \| + 58 s \| \| \| 7.º \| Fausto Masnada \| Deceuninck-Quick Step \| + 1 min 00 s \| \| \| 8.º \| Jai Hindley \| Team Sunweb \| + 1 min 05 s \| \| \| 9.º \| Gianluca Brambilla \| Trek-Segafredo \| + 1 min 11 s \| \| \| 10.º \| Louis Meintjes \| NTT Pro Cycling \| + 1 min 46 s \| \| |                    |                       |                 |
| |                    |                       |                 |
| Fuente: ProCyclingStats |                    |                       |                 |
| Clasificación de la etapa |                    |                       |                 |
| Ciclista | Ciclista           | Equipo                | Tiempo          |
| 1.º | Simon Yates        | Mitchelton-Scott      | 5 h 30 min 43 s |
| 2.º | Geraint Thomas     | Ineos Grenadiers      | + 35 s          |
| 3.º | Rafał Majka        | Bora-Hansgrohe        | + 35 s          |
| 4.º | Aleksandr Vlásov   | Astana                | + 39 s          |
| 5.º | Wilco Kelderman    | Team Sunweb           | + 54 s          |
| 6.º | James Knox         | Deceuninck-Quick Step | + 58 s          |
| 7.º | Fausto Masnada     | Deceuninck-Quick Step | + 1 min 00 s    |
| 8.º | Jai Hindley        | Team Sunweb           | + 1 min 05 s    |
| 9.º | Gianluca Brambilla | Trek-Segafredo        | + 1 min 11 s    |
| 10.º | Louis Meintjes     | NTT Pro Cycling       | + 1 min 46 s    |

| \| Clasificación general \| Clasificación general \| Clasificación general \| Clasificación general \| Clasificación general \| \| Ciclista \| Ciclista \| Equipo \| Tiempo \| \| \| --------------------- \| --------------------- \| --------------------- \| --------------------- \| --------------------- \| \| 1.º \| Simon Yates \| Mitchelton-Scott \| 23 h 36 min 59 s \| \| \| 2.º \| Rafał Majka \| Bora-Hansgrohe \| + 16 s \| \| \| 3.º \| Geraint Thomas \| Ineos Grenadiers \| + 39 s \| \| \| 4.º \| Aleksandr Vlásov \| Astana \| + 49 s \| \| \| 5.º \| Fausto Masnada \| Deceuninck-Quick Step \| + 54 s \| \| \| 6.º \| Wilco Kelderman \| Team Sunweb \| + 1 min 00 s \| \| \| 7.º \| James Knox \| Deceuninck-Quick Step \| + 1 min 21 s \| \| \| 8.º \| Michael Woods \| EF Pro Cycling \| + 1 min 22 s \| \| \| 9.º \| Gianluca Brambilla \| Trek-Segafredo \| + 2 min 28 s \| \| \| 10.º \| Jack Haig \| Mitchelton-Scott \| + 2 min 44 s \| \| |                    |                       |                  |
| |                    |                       |                  |
| Fuente: ProCyclingStats |                    |                       |                  |
| Clasificación general |                    |                       |                  |
| Ciclista | Ciclista           | Equipo                | Tiempo           |
| 1.º | Simon Yates        | Mitchelton-Scott      | 23 h 36 min 59 s |
| 2.º | Rafał Majka        | Bora-Hansgrohe        | + 16 s           |
| 3.º | Geraint Thomas     | Ineos Grenadiers      | + 39 s           |
| 4.º | Aleksandr Vlásov   | Astana                | + 49 s           |
| 5.º | Fausto Masnada     | Deceuninck-Quick Step | + 54 s           |
| 6.º | Wilco Kelderman    | Team Sunweb           | + 1 min 00 s     |
| 7.º | James Knox         | Deceuninck-Quick Step | + 1 min 21 s     |
| 8.º | Michael Woods      | EF Pro Cycling        | + 1 min 22 s     |
| 9.º | Gianluca Brambilla | Trek-Segafredo        | + 2 min 28 s     |
| 10.º | Jack Haig          | Mitchelton-Scott      | + 2 min 44 s     |

### 6.ª etapa
| Castelfidardo - Senigallia | etapa llana | (171 km) |

| \| Clasificación de la etapa \| Clasificación de la etapa \| Clasificación de la etapa \| Clasificación de la etapa \| Clasificación de la etapa \| \| Ciclista \| Ciclista \| Equipo \| Tiempo \| \| \| ------------------------- \| ------------------------- \| ------------------------- \| ------------------------- \| ------------------------- \| \| 1.º \| Tim Merlier \| Alpecin-Fenix \| 3 h 59 min 30 s \| \| \| 2.º \| Pascal Ackermann \| Bora-Hansgrohe \| + 0 s \| \| \| 3.º \| Magnus Cort \| EF Pro Cycling \| + 0 s \| \| \| 4.º \| Fernando Gaviria \| UAE Team Emirates \| + 0 s \| \| \| 5.º \| Mike Teunissen \| Jumbo-Visma \| + 0 s \| \| \| 6.º \| Davide Ballerini \| Deceuninck-Quick Step \| + 0 s \| \| \| 7.º \| Lorrenzo Manzin \| Total Direct Énergie \| + 0 s \| \| \| 8.º \| Piet Allegaert \| Cofidis \| + 0 s \| \| \| 9.º \| Iván García Cortina \| Bahrain McLaren \| + 0 s \| \| \| 10.º \| Alex Aranburu \| Astana \| + 0 s \| \| |                     |                       |                 |
| |                     |                       |                 |
| Fuente: ProCyclingStats |                     |                       |                 |
| Clasificación de la etapa |                     |                       |                 |
| Ciclista | Ciclista            | Equipo                | Tiempo          |
| 1.º | Tim Merlier         | Alpecin-Fenix         | 3 h 59 min 30 s |
| 2.º | Pascal Ackermann    | Bora-Hansgrohe        | + 0 s           |
| 3.º | Magnus Cort         | EF Pro Cycling        | + 0 s           |
| 4.º | Fernando Gaviria    | UAE Team Emirates     | + 0 s           |
| 5.º | Mike Teunissen      | Jumbo-Visma           | + 0 s           |
| 6.º | Davide Ballerini    | Deceuninck-Quick Step | + 0 s           |
| 7.º | Lorrenzo Manzin     | Total Direct Énergie  | + 0 s           |
| 8.º | Piet Allegaert      | Cofidis               | + 0 s           |
| 9.º | Iván García Cortina | Bahrain McLaren       | + 0 s           |
| 10.º | Alex Aranburu       | Astana                | + 0 s           |

| \| Clasificación general \| Clasificación general \| Clasificación general \| Clasificación general \| Clasificación general \| \| Ciclista \| Ciclista \| Equipo \| Tiempo \| \| \| --------------------- \| --------------------- \| --------------------- \| --------------------- \| --------------------- \| \| 1.º \| Simon Yates \| Mitchelton-Scott \| 27 h 36 min 29 s \| \| \| 2.º \| Rafał Majka \| Bora-Hansgrohe \| + 16 s \| \| \| 3.º \| Geraint Thomas \| Ineos Grenadiers \| + 39 s \| \| \| 4.º \| Aleksandr Vlásov \| Astana \| + 49 s \| \| \| 5.º \| Fausto Masnada \| Deceuninck-Quick Step \| + 54 s \| \| \| 6.º \| Wilco Kelderman \| Team Sunweb \| + 1 min 00 s \| \| \| 7.º \| James Knox \| Deceuninck-Quick Step \| + 1 min 21 s \| \| \| 8.º \| Michael Woods \| EF Pro Cycling \| + 1 min 22 s \| \| \| 9.º \| Gianluca Brambilla \| Trek-Segafredo \| + 2 min 28 s \| \| \| 10.º \| Jack Haig \| Mitchelton-Scott \| + 2 min 44 s \| \| |                    |                       |                  |
| |                    |                       |                  |
| Fuente: ProCyclingStats |                    |                       |                  |
| Clasificación general |                    |                       |                  |
| Ciclista | Ciclista           | Equipo                | Tiempo           |
| 1.º | Simon Yates        | Mitchelton-Scott      | 27 h 36 min 29 s |
| 2.º | Rafał Majka        | Bora-Hansgrohe        | + 16 s           |
| 3.º | Geraint Thomas     | Ineos Grenadiers      | + 39 s           |
| 4.º | Aleksandr Vlásov   | Astana                | + 49 s           |
| 5.º | Fausto Masnada     | Deceuninck-Quick Step | + 54 s           |
| 6.º | Wilco Kelderman    | Team Sunweb           | + 1 min 00 s     |
| 7.º | James Knox         | Deceuninck-Quick Step | + 1 min 21 s     |
| 8.º | Michael Woods      | EF Pro Cycling        | + 1 min 22 s     |
| 9.º | Gianluca Brambilla | Trek-Segafredo        | + 2 min 28 s     |
| 10.º | Jack Haig          | Mitchelton-Scott      | + 2 min 44 s     |

### 7.ª etapa
| Pieve Torina - Loreto | etapa escarpada | (181 km) |

| \| Clasificación de la etapa \| Clasificación de la etapa \| Clasificación de la etapa \| Clasificación de la etapa \| Clasificación de la etapa \| \| Ciclista \| Ciclista \| Equipo \| Tiempo \| \| \| ------------------------- \| ------------------------- \| ------------------------- \| ------------------------- \| ------------------------- \| \| 1.º \| Mathieu van der Poel \| Alpecin-Fenix \| 4 h 19 min 23 s \| \| \| 2.º \| Ruben Guerreiro \| EF Pro Cycling \| + 4 s \| \| \| 3.º \| Matteo Fabbro \| Bora-Hansgrohe \| + 4 s \| \| \| 4.º \| Wilco Kelderman \| Team Sunweb \| + 9 s \| \| \| 5.º \| Alex Aranburu \| Astana \| + 10 s \| \| \| 6.º \| Simon Yates \| Mitchelton-Scott \| + 10 s \| \| \| 7.º \| Michael Woods \| EF Pro Cycling \| + 10 s \| \| \| 8.º \| Geraint Thomas \| Ineos Grenadiers \| + 10 s \| \| \| 9.º \| Aleksandr Vlásov \| Astana \| + 10 s \| \| \| 10.º \| Rafał Majka \| Bora-Hansgrohe \| + 10 s \| \| |                      |                  |                 |
| |                      |                  |                 |
| Fuente: ProCyclingStats |                      |                  |                 |
| Clasificación de la etapa |                      |                  |                 |
| Ciclista | Ciclista             | Equipo           | Tiempo          |
| 1.º | Mathieu van der Poel | Alpecin-Fenix    | 4 h 19 min 23 s |
| 2.º | Ruben Guerreiro      | EF Pro Cycling   | + 4 s           |
| 3.º | Matteo Fabbro        | Bora-Hansgrohe   | + 4 s           |
| 4.º | Wilco Kelderman      | Team Sunweb      | + 9 s           |
| 5.º | Alex Aranburu        | Astana           | + 10 s          |
| 6.º | Simon Yates          | Mitchelton-Scott | + 10 s          |
| 7.º | Michael Woods        | EF Pro Cycling   | + 10 s          |
| 8.º | Geraint Thomas       | Ineos Grenadiers | + 10 s          |
| 9.º | Aleksandr Vlásov     | Astana           | + 10 s          |
| 10.º | Rafał Majka          | Bora-Hansgrohe   | + 10 s          |

| \| Clasificación general \| Clasificación general \| Clasificación general \| Clasificación general \| Clasificación general \| \| Ciclista \| Ciclista \| Equipo \| Tiempo \| \| \| --------------------- \| --------------------- \| --------------------- \| --------------------- \| --------------------- \| \| 1.º \| Simon Yates \| Mitchelton-Scott \| 31 h 56 min 02 s \| \| \| 2.º \| Rafał Majka \| Bora-Hansgrohe \| + 16 s \| \| \| 3.º \| Geraint Thomas \| Ineos Grenadiers \| + 39 s \| \| \| 4.º \| Aleksandr Vlásov \| Astana \| + 49 s \| \| \| 5.º \| Fausto Masnada \| Deceuninck-Quick Step \| + 57 s \| \| \| 6.º \| Wilco Kelderman \| Team Sunweb \| + 59 s \| \| \| 7.º \| Michael Woods \| EF Pro Cycling \| + 1 min 22 s \| \| \| 8.º \| James Knox \| Deceuninck-Quick Step \| + 1 min 26 s \| \| \| 9.º \| Gianluca Brambilla \| Trek-Segafredo \| + 2 min 33 s \| \| \| 10.º \| Jack Haig \| Mitchelton-Scott \| + 2 min 47 s \| \| |                    |                       |                  |
| |                    |                       |                  |
| Fuente: ProCyclingStats |                    |                       |                  |
| Clasificación general |                    |                       |                  |
| Ciclista | Ciclista           | Equipo                | Tiempo           |
| 1.º | Simon Yates        | Mitchelton-Scott      | 31 h 56 min 02 s |
| 2.º | Rafał Majka        | Bora-Hansgrohe        | + 16 s           |
| 3.º | Geraint Thomas     | Ineos Grenadiers      | + 39 s           |
| 4.º | Aleksandr Vlásov   | Astana                | + 49 s           |
| 5.º | Fausto Masnada     | Deceuninck-Quick Step | + 57 s           |
| 6.º | Wilco Kelderman    | Team Sunweb           | + 59 s           |
| 7.º | Michael Woods      | EF Pro Cycling        | + 1 min 22 s     |
| 8.º | James Knox         | Deceuninck-Quick Step | + 1 min 26 s     |
| 9.º | Gianluca Brambilla | Trek-Segafredo        | + 2 min 33 s     |
| 10.º | Jack Haig          | Mitchelton-Scott      | + 2 min 47 s     |

### 8.ª etapa
| San Benedetto del Tronto - San Benedetto del Tronto | contrarreloj individual | (10,1 km) |

| \| Clasificación de la etapa \| Clasificación de la etapa \| Clasificación de la etapa \| Clasificación de la etapa \| Clasificación de la etapa \| \| Ciclista \| Ciclista \| Equipo \| Tiempo \| \| \| ------------------------- \| ------------------------- \| ------------------------- \| ------------------------- \| ------------------------- \| \| 1.º \| Filippo Ganna \| Ineos Grenadiers \| 10 min 42 s \| \| \| 2.º \| Victor Campenaerts \| NTT Pro Cycling \| + 18 s \| \| \| 3.º \| Rohan Dennis \| Ineos Grenadiers \| + 26 s \| \| \| 4.º \| Geraint Thomas \| Ineos Grenadiers \| + 28 s \| \| \| 5.º \| Tobias Ludvigsson \| Groupama-FDJ \| + 33 s \| \| \| 6.º \| Benjamin Thomas \| Groupama-FDJ \| + 34 s \| \| \| 7.º \| Jos van Emden \| Jumbo-Visma \| + 39 s \| \| \| 8.º \| Nathan Van Hooydonck \| CCC Team \| + 40 s \| \| \| 9.º \| Jan Tratnik \| Bahrain McLaren \| + 40 s \| \| \| 10.º \| Michael Matthews \| Team Sunweb \| + 42 s \| \| |                      |                  |             |
| |                      |                  |             |
| Fuente: ProCyclingStats |                      |                  |             |
| Clasificación de la etapa |                      |                  |             |
| Ciclista | Ciclista             | Equipo           | Tiempo      |
| 1.º | Filippo Ganna        | Ineos Grenadiers | 10 min 42 s |
| 2.º | Victor Campenaerts   | NTT Pro Cycling  | + 18 s      |
| 3.º | Rohan Dennis         | Ineos Grenadiers | + 26 s      |
| 4.º | Geraint Thomas       | Ineos Grenadiers | + 28 s      |
| 5.º | Tobias Ludvigsson    | Groupama-FDJ     | + 33 s      |
| 6.º | Benjamin Thomas      | Groupama-FDJ     | + 34 s      |
| 7.º | Jos van Emden        | Jumbo-Visma      | + 39 s      |
| 8.º | Nathan Van Hooydonck | CCC Team         | + 40 s      |
| 9.º | Jan Tratnik          | Bahrain McLaren  | + 40 s      |
| 10.º | Michael Matthews     | Team Sunweb      | + 42 s      |

## Clasificaciones finales
- Las clasificaciones finalizaron de la siguiente forma[5]

### Clasificación general
| \| Clasificación general \| Clasificación general \| Clasificación general \| Clasificación general \| Clasificación general \| \| Ciclista \| Ciclista \| Equipo \| Tiempo \| \| \| --------------------- \| --------------------- \| --------------------- \| --------------------- \| --------------------- \| \| 1.º \| Simon Yates \| Mitchelton-Scott \| 32 h 07 min 34 s \| \| \| 2.º \| Geraint Thomas \| Ineos Grenadiers \| + 17 s \| \| \| 3.º \| Rafał Majka \| Bora-Hansgrohe \| + 29 s \| \| \| 4.º \| Wilco Kelderman \| Team Sunweb \| + 56 s \| \| \| 5.º \| Aleksandr Vlásov \| Astana \| + 58 s \| \| \| 6.º \| Fausto Masnada \| Deceuninck-Quick Step \| + 1 min 18 s \| \| \| 7.º \| James Knox \| Deceuninck-Quick Step \| + 1 min 41 s \| \| \| 8.º \| Michael Woods \| EF Pro Cycling \| + 2 min 12 s \| \| \| 9.º \| Gianluca Brambilla \| Trek-Segafredo \| + 3 min 02 s \| \| \| 10.º \| Jack Haig \| Mitchelton-Scott \| + 3 min 10 s \| \| |                    |                       |                  |
| |                    |                       |                  |
| Fuente: ProCyclingStats |                    |                       |                  |
| Clasificación general |                    |                       |                  |
| Ciclista | Ciclista           | Equipo                | Tiempo           |
| 1.º | Simon Yates        | Mitchelton-Scott      | 32 h 07 min 34 s |
| 2.º | Geraint Thomas     | Ineos Grenadiers      | + 17 s           |
| 3.º | Rafał Majka        | Bora-Hansgrohe        | + 29 s           |
| 4.º | Wilco Kelderman    | Team Sunweb           | + 56 s           |
| 5.º | Aleksandr Vlásov   | Astana                | + 58 s           |
| 6.º | Fausto Masnada     | Deceuninck-Quick Step | + 1 min 18 s     |
| 7.º | James Knox         | Deceuninck-Quick Step | + 1 min 41 s     |
| 8.º | Michael Woods      | EF Pro Cycling        | + 2 min 12 s     |
| 9.º | Gianluca Brambilla | Trek-Segafredo        | + 3 min 02 s     |
| 10.º | Jack Haig          | Mitchelton-Scott      | + 3 min 10 s     |

### Clasificación de la montaña
| Clasificación de la montaña | Clasificación de la montaña | Clasificación de la montaña | Clasificación de la montaña | Clasificación de la montaña |
| Ciclista                    | Ciclista                    | Equipo                      | Puntos                      |                             |
| --------------------------- | --------------------------- | --------------------------- | --------------------------- | --------------------------- |
| 1.º                         | Héctor Carretero            | Movistar Team               | 31 pts                      |                             |
| 2.º                         | Simon Yates                 | Mitchelton-Scott            | 25 pts                      |                             |
| 3.º                         | Michael Woods               | EF Pro Cycling              | 20 pts                      |                             |
| 4.º                         | Michael Matthews            | Team Sunweb                 | 15 pts                      |                             |
| 5.º                         | Aleksandr Vlásov            | Astana                      | 15 pts                      |                             |
| 6.º                         | Mathias Frank               | AG2R La Mondiale            | 14 pts                      |                             |
| 7.º                         | Carl Fredrik Hagen          | Lotto-Soudal                | 13 pts                      |                             |
| 8.º                         | Geraint Thomas              | Ineos Grenadiers            | 13 pts                      |                             |
| 9.º                         | Rafał Majka                 | Bora-Hansgrohe              | 12 pts                      |                             |
| 10.º                        | Dries De Bondt              | Alpecin-Fenix               | 11 pts                      |                             |

### Clasificación de los puntos
| Clasificación por puntos | Clasificación por puntos | Clasificación por puntos | Clasificación por puntos | Clasificación por puntos |
| Ciclista                 | Ciclista                 | Equipo                   | Puntos                   |                          |
| ------------------------ | ------------------------ | ------------------------ | ------------------------ | ------------------------ |
| 1.º                      | Pascal Ackermann         | Bora-Hansgrohe           | 34 pts                   |                          |
| 2.º                      | Geraint Thomas           | Ineos Grenadiers         | 27 pts                   |                          |
| 3.º                      | Fernando Gaviria         | UAE Team Emirates        | 27 pts                   |                          |
| 4.º                      | Wilco Kelderman          | Team Sunweb              | 26 pts                   |                          |
| 5.º                      | Michael Woods            | EF Pro Cycling           | 24 pts                   |                          |
| 6.º                      | Rafał Majka              | Bora-Hansgrohe           | 22 pts                   |                          |
| 7.º                      | Aleksandr Vlásov         | Astana                   | 22 pts                   |                          |
| 8.º                      | Simon Yates              | Mitchelton-Scott         | 18 pts                   |                          |
| 9.º                      | Tim Merlier              | Alpecin-Fenix            | 18 pts                   |                          |
| 10.º                     | Fausto Masnada           | Deceuninck-Quick Step    | 17 pts                   |                          |

### Clasificación de los jóvenes
| Clasificación del mejor joven | Clasificación del mejor joven | Clasificación del mejor joven | Clasificación del mejor joven | Clasificación del mejor joven |
| Ciclista                      | Ciclista                      | Equipo                        | Tiempo                        |                               |
| ----------------------------- | ----------------------------- | ----------------------------- | ----------------------------- | ----------------------------- |
| 1.º                           | Aleksandr Vlásov              | Astana                        | 32 h 08 min 32 s              |                               |
| 2.º                           | James Knox                    | Deceuninck-Quick Step         | + 43 s                        |                               |
| 3.º                           | Sam Oomen                     | Team Sunweb                   | + 2 min 13 s                  |                               |
| 4.º                           | Jai Hindley                   | Team Sunweb                   | + 2 min 47 s                  |                               |
| 5.º                           | Denis Nekrasov                | Gazprom-RusVelo               | + 7 min 30 s                  |                               |
| 6.º                           | Jaakko Hänninen               | AG2R La Mondiale              | + 8 min 22 s                  |                               |
| 7.º                           | Matteo Fabbro                 | Bora-Hansgrohe                | + 13 min 33 s                 |                               |
| 8.º                           | Tao Geoghegan Hart            | Ineos Grenadiers              | + 13 min 33 s                 |                               |
| 9.º                           | Óscar Rodríguez Garaicoechea  | Astana                        | + 13 min 43 s                 |                               |
| 10.º                          | Lucas Hamilton                | Mitchelton-Scott              | + 14 min 22 s                 |                               |

### Clasificación por equipos
| Clasificación por equipos | Clasificación por equipos | Clasificación por equipos | Clasificación por equipos |
| Equipo                    | Equipo                    | Tiempo                    |                           |
| ------------------------- | ------------------------- | ------------------------- | ------------------------- |
| 1.º                       | Team Sunweb               | 96 h 29 min 59 s          |                           |
| 2.º                       | Astana                    | + 46 s                    |                           |
| 3.º                       | EF Pro Cycling            | + 8 min 44 s              |                           |
| 4.º                       | Mitchelton-Scott          | + 10 min 44 s             |                           |
| 5.º                       | AG2R La Mondiale          | + 16 min 15 s             |                           |
| 6.º                       | Bora-Hansgrohe            | + 21 min 55 s             |                           |
| 7.º                       | Trek-Segafredo            | + 23 min 29 s             |                           |
| 8.º                       | CCC Team                  | + 27 min 15 s             |                           |
| 9.º                       | Groupama-FDJ              | + 29 min 06 s             |                           |
| 10.º                      | Ineos Grenadiers          | + 33 min 50 s             |                           |

## Evolución de las clasificaciones
| Etapa                   | Vencedor                | Clasificación general | Clasificación de la montaña | Clasificación de los puntos | Clasificación de los jóvenes | Clasificación por equipos |
| ----------------------- | ----------------------- | --------------------- | --------------------------- | --------------------------- | ---------------------------- | ------------------------- |
| 1.ª                     | Pascal Ackermann        | Pascal Ackermann      | Nathan Haas                 | Pascal Ackermann            | Szymon Sajnok                | Bora-Hansgrohe            |
| 2.ª                     | Pascal Ackermann        | Pascal Ackermann      | Nathan Haas                 | Pascal Ackermann            | Nicola Bagioli               | Bora-Hansgrohe            |
| 3.ª                     | Michael Woods           | Michael Woods         | Nathan Haas                 | Pascal Ackermann            | Aleksandr Vlasov             | EF                        |
| 4.ª                     | Lucas Hamilton          | Michael Woods         | Michael Woods               | Pascal Ackermann            | Lucas Hamilton               | Mitchelton-Scott          |
| 5.ª                     | Simon Yates             | Simon Yates           | Héctor Carretero            | Pascal Ackermann            | Aleksandr Vlasov             | EF                        |
| 6.ª                     | Tim Merlier             | Simon Yates           | Héctor Carretero            | Pascal Ackermann            | Aleksandr Vlasov             | EF                        |
| 7.ª                     | Mathieu van der Poel    | Simon Yates           | Héctor Carretero            | Pascal Ackermann            | Aleksandr Vlasov             | Sunweb                    |
| 8.ª                     | Filippo Ganna           | Simon Yates           | Héctor Carretero            | Pascal Ackermann            | Aleksandr Vlasov             | Sunweb                    |
| Clasificaciones finales | Clasificaciones finales | Simon Yates           | Héctor Carretero            | Pascal Ackermann            | Aleksandr Vlasov             | Sunweb                    |

## UCI World Ranking
La Tirreno-Adriático otorgó puntos para el UCI World Ranking para corredores de los equipos en las categorías UCI WorldTeam, UCI ProTeam y Continental. Las siguientes tablas son el baremo de puntuación y los 10 corredores que obtuvieron más puntos:
| Posición              | 1.º | 2.º | 3.º | 4.º | 5.º | 6.º | 7.º | 8.º | 9.º | 10.º | 11.º | 12.º | 13.º | 14.º | 15.º | 16.º-20.º | 21.º-30.º | 31.º-50.º | 51.º-55.º | 56.º-60.º |
| Clasificación general | 500 | 400 | 325 | 275 | 225 | 175 | 150 | 125 | 100 | 85   | 70   | 60   | 50   | 40   | 35   | 30        | 20        | 10        | 5         | 3         |
| Por etapa             | 60  | 25  | 10  |     |     |     |     |     |     |      |      |      |      |      |      |           |           |           |           |           |
| Líder                 | 10  |     |     |     |     |     |     |     |     |      |      |      |      |      |      |           |           |           |           |           |

| Clasificación |                  |                       |         |       |       |       |
| Posición      | Ciclista         | Equipo                | General | Etapa | Líder | Total |
| ------------- | ---------------- | --------------------- | ------- | ----- | ----- | ----- |
| 1.º           | Simon Yates      | Mitchelton-Scott      | 500     | 60    | 30    | 590   |
| 2.º           | Geraint Thomas   | INEOS Grenadiers      | 400     | 25    | -     | 425   |
| 3.º           | Rafał Majka      | Bora-Hansgrohe        | 325     | 35    | -     | 360   |
| 4.º           | Wilco Kelderman  | Sunweb                | 275     | 10    | -     | 285   |
| 5.º           | Aleksandr Vlasov | Astana                | 225     | -     | -     | 225   |
| 6.º           | Michael Woods    | EF                    | 125     | 70    | 20    | 215   |
| 7.º           | Fausto Masnada   | Deceuninck-Quick Step | 175     | 25    | -     | 200   |
| 8.º           | Pascal Ackermann | Bora-Hansgrohe        | -       | 145   | 20    | 165   |
| 9.º           | James Knox       | Deceuninck-Quick Step | 150     | -     | -     | 150   |
| 10.º          | Giulio Ciccone   | Trek-Segafredo        | 100     | -     | -     | 100   |